# Animoca Brands

Animoca Brands là một công ty phần mềm trò chơi.

Animoca Brands Corporation là một công ty phần mềm trò chơi và công ty đầu tư mạo hiểm được thành lập bởi Yat Siu vào năm 2014 và có trụ sở tại Hồng Kông. Công ty phát triển và bán các trò chơi và ứng dụng miễn phí. Trọng tâm là cấp phép cho các thương hiệu nổi tiếng, blockchain và trí tuệ nhân tạo.
Animoca Brands 'có hơn 380 cổ phần liên quan đến tiền điện tử, bao gồm Axie Infinity, OpenSea, Dapper Labs và CryptoKitties. Các khoản đầu tư danh mục đầu tư của Animocas trị giá 1,5 tỷ đô la vào trò chơi tiền điện tử và blockchain trên 380 công ty.